# Ашрам
Ашра́м (санскр. आश्रम, IAST: āśrama) — обитель мудрецов и отшельников в древней Индии, которая обычно располагалась в отдалённой местности — в горах или в лесу. 
В контексте современного индуизма термин «ашрам» часто используется для обозначения духовной или религиозной общины, куда человек приходит для медитации, молитвы, совершения ритуала и духовного обновления. Основной целью ашрама, как правило, выступает духовное развитие его членов, которые занимаются изучением священных текстов, йогой, медитацией и повторением мантр.
Ашрамом в индуизме также называют религиозную организацию, основанную духовным авторитетом для распространения определённых идей и образа жизни, а также для привлечения адептов. Религиозный лидер или мистик, возглавляющий ашрам, передаёт своим последователям духовное знание, которое он сам некогда получил от своего гуру и успешно применил на практике. Основными видами деятельности ашрама, как правило, является религиозно-просветительская, издательская и благотворительная деятельность.
Слово «ашрама» происходит от санскритского слова ашрая, которое означает «защита».
Традиционно ашрамы всегда располагались в изолированных и отдалённых местах — в лесах или в горах, среди естественного природного окружения, способствовавшего духовным практикам и медитации. Обитатели ашрамов регулярно совершали духовные и физические упражнения, такие как различные формы йоги и медитации. Ашрамы часто выступали местом проведения ведийских жертвоприношений и яджн, а также совершения разного рода аскез. Многие ашрамы служили школами для детей — гурукулы.
Ашрамы всегда выступали как важный элемент в индуистских истории и богословии. Большинство царей-индусов в Индии вплоть до средневекового периода имели «придворного гуру», который давал наставления царской семье в духовных вопросах, или в кризисные времена, и которого называли раджагуру, что в буквальном переводе означает «царский учитель». В древнеиндийских писаниях, а также в народных сказаниях, часто описывается как уставшие от мирских дел цари уходили в ашрамы своих гуру и получали там возможность уединиться и найти умиротворение.
Иногда паломничество в ашрамы имело целью не обретение спокойствия, а получение наставлений в боевом искусстве. В индуистском эпосе «Рамаяне» описывается история, в которой принцы царства Айодхьи Рама и Лакшмана посетили ашрам риши Вишвамитры с целью защитить проводимые им яджны от осквернения демонами-ракшасами, посланными Раваной. После того, как они успешно справились с задачей, принцы получили от мудреца наставления в боевом искусстве, в частности в пользовании видами оружия, приводимыми в действие с помощью заклинаний. Подобное оружие на санскрите называется Дивьястра (от дивья — «заколдованный» + астра — «метательное оружие». Санскритское слово астра означает метательное оружие, а шастра используется по отношению к рукопашному оружию). В «Махабхарате» и «Бхагавата-пуране» описывается, как молодой Кришна уходит на какое-то время в ашрам мудреца Сандипани, от которого получает наставления не только в духовном знании, но и в различных искусствах и науках.
Иногда слово «ашрам» используется как синоним матха, хотя матхи как правило имеют более иерархическую структуру и более строгие правила, чем ашрамы, и принадлежат к древним орденам индуистских садху (отшельников, находящиеся на пути самоосознания и этим отличающихся от святых риши, которые уже достигли совершенства).